# Evgenija
Evgenija je žensko osebno ime.

## Izvor imena
Ime Evgenija je ženska oblika moškega osebnega imena Evgenij oziroma Evgen.

## Različice imena
Eugenija, Jevgenija, Ženja

## Pogostost imena
Po podatkih Statističnega urada Republike Slovenije je bilo na dan 31. decembra 2007 v Sloveniji število ženskih oseb z imenom Evgenija: 100.

## Osebni praznik
V koledarju je ime Evgenija zapisano 26. marca (Evgenija Kordovska, mučenka, † 26. mar. 923).